# Figino Serenza
Figino Serenza là một đô thị ở tỉnh Como trong vùng Lombardia, có cự ly khoảng 30 kilômét (19 mi) về phía bắc của Milano và khoảng 12 kilômét (7 mi) về phía đông nam của Como. Tại thời điểm ngày 31 tháng 12 năm 2004, đô thị này có dân số 4.842 người và diện tích là 4,9 km².
Figino Serenza giáp các đô thị: Cantù, Carimate, Mariano Comense, Novedrate.